# 裾取り
裾取り（すそとり）とは、相撲の決まり手の一つである。

## 解説
相手に投げを打たれた際、片方の手で相手の足首を外側から取って倒す技。着物の裾にあたる部分をつかんで倒すことから名前がついた。
最近では、2013年（平成25年）11月場所4日目・結びの一番で横綱日馬富士が豊ノ島にこの技で勝利したほか、2015年（平成27年）3月場所7日目の十両の取組で里山が大栄翔にこの技で勝利した。
また、里山は2012年9月場所でも德勝龍に対してこの技を決めたが、その直後に里山は大怪我を負い、翌日から休場に追い込まれた。